# Enzo Design
Enzo Design war ein britischer Hersteller von Automobilen.

## Unternehmensgeschichte
Das Unternehmen aus Northampton in der Grafschaft Northamptonshire begann 2008 mit der Produktion von Automobilen und Kits. Der Markenname lautete Enzo Design. 2011 endete die Produktion. Insgesamt entstanden etwa 45 Exemplare.

## Fahrzeuge
Das erste Modell war der RS 200. Dies war die Nachbildung des Ford RS 200. Für die Coupé-Karosserie wurden die originalen Bauformen verwendet, wie sie zuvor Reliant benutzte, die das Fahrzeug damals für Ford herstellten. Von diesem Modell entstanden etwa 20 Exemplare.
Der EDF 40 war die Nachbildung des Ferrari F 40. Der Motor stammte vom Ferrari F 355. Dieses Modell fand ab 2010 etwa zwei Käufer.
Auf etwa die gleiche Menge brachte es zur gleichen Zeit der EDF 275 GTB/4. Das Fahrzeug ähnelte dem Ferrari 275. Diese Replika wurde von Hawk Cars übernommen, die sie in den 1980er Jahren anboten.
Der EDF 430 war die Nachbildung des Ferrari F 430. Die Basis bildete der Toyota MR 2. Zwischen 2010 und 2011 entstanden etwa 25 Fahrzeuge.
Der Amillim XS von 2011 blieb ein Einzelstück. Es war ein Sportwagen auf Basis des Mazda MX-5, der Modellen von Aston Martin ähnelte. Graham Hathaway Engineering war an der Konstruktion beteiligt.